# Ysane församling
Ysane församling var en församling i Listers och Bräkne kontrakt, Lunds stift och Sölvesborgs kommun. Den uppgick 2006 i Gammalstorp-Ysane församling.
Församlingskyrka var Ysane kyrka.

## Administrativ historik
Församlingen har medeltida ursprung.
Församlingen bildade pastorat med Gammalstorps församling.
Församlingen uppgick 2006 i Gammalstorp-Ysane församling.
Församlingskod var 108303.